# 斯科特·布拉什
斯科特·布拉什（英語：Scott Brash，1985年11月23日—），英国男子马术运动员。他曾代表英国参加2012年和2020年夏季奥林匹克运动会马术比赛，其中2012年奥运会获得一枚金牌。